# Correspondierende Societät der musicalischen Wissenschaften

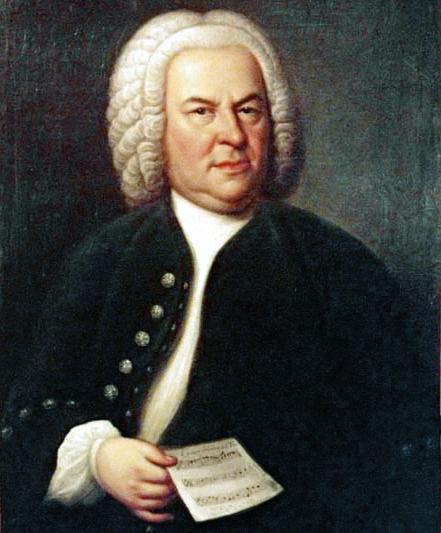
Il ritratto che Bach donò alla Società.

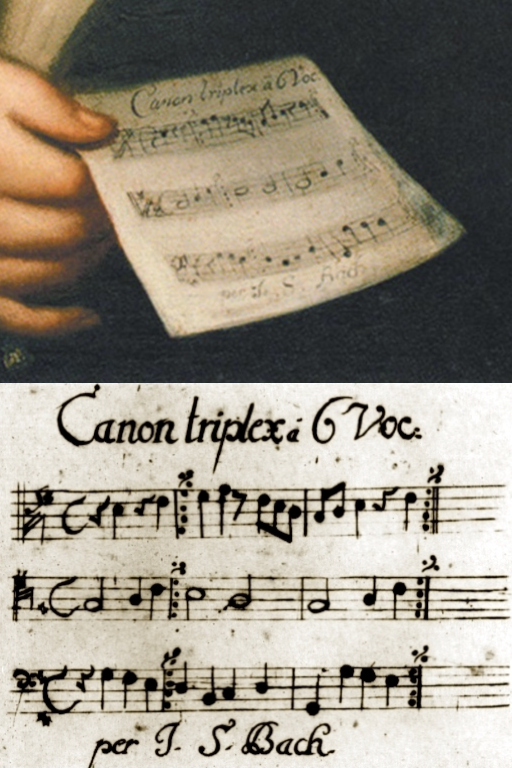
Particolare del ritratto di Bach, con, raffigurato, il canone triplo a sei voci BWV 1076.

La Correspondierende Societät der musicalischen Wissenschaften (ossia "Società per corrispondenza di scienze musicali") è stata un'associazione fondata nel 1738 a Lipsia, in Germania.

## Storia
La Correspondierende Societät der musicalischen Wissenschaften venne fondata nel 1738 da Giacomo de Lucchesini, Lorenz Christoph Mizler e Georg Heinrich Bümler. L'intento dell'associazione era di riunire i più importanti compositori dell'epoca per studiare, dal punto di vista scientifico, le diverse forme musicali e le loro varie implicazioni matematiche. Già dal 1736, però, Mizler dava periodicamente alle stampe una rivista intitolata Musicalische Bibliothek che, dal 1738, divenne la pubblicazione ufficiale della Società.
Il regolamento del sodalizio prevedeva che i suoi membri, in numero massimo di venti, dovessero essere musicisti esperti in filosofia e in matematica e dovessero presentare, al momento della loro ammissione, un lavoro, pratico o teorico, a dimostrazione della propria erudizione scientifico-musicale.
Gli aderenti alla Società dovevano sottostare a precisi obblighi statutari: dovevano versare annualmente la somma di due talleri (aumentati a otto per i membri onorari) nelle casse della Società, dovevano restare in contatto epistolare con gli altri membri, dovevano farsi fare e consegnare alla Società un proprio ritratto e dovevano, almeno una volta l'anno, far pervenire alla sede dell'associazione un'opera di carattere scientifico-musicale. Da quest'ultimo obbligo, tuttavia, erano dispensati i membri dopo il compimento del 65º anno di età. Il ritratto sarebbe servito come modello per un'incisione che sarebbe stata pubblicata sulla rivista insieme alla biografia di ogni socio. Ogni membro, inoltre, poteva muovere critiche ai lavori degli altri membri.
La società, da parte sua, si impegnava a stampare e a pubblicare i lavori dei propri aderenti all'interno della rivista Musicalische Bibliothek, la quale, dopo la morte di ogni socio, ne avrebbe riportato anche il necrologio e un elogio funebre. L'associazione, alla quale si accedeva su invito di Lorenz Christoph Mizler, avrebbe dovuto essere guidata da un presidente, che però non venne mai nominato. Faceva le sue funzioni il segretario, ossia lo stesso Mizler, la cui abitazione privata era anche la sede della Società.
Il sodalizio, tuttavia, non ebbe mai molto peso nell'ambiente musicale e, all'epoca, la sua effettiva utilità fu anche abbastanza criticata. Secondo il musicologo Piero Buscaroli, la Società era solo «una delle tante piccole accademie private che nascevano per scopi minoritari e settoriali della cultura, ma anche per soddisfare manie e fissazioni personali, quando non soltanto la vanità e il senso d'importanza dei fondatori». Mizler invitò a far parte della società i più eminenti compositori del tempo, fra i quali Georg Philipp Telemann, Georg Friedrich Händel e Johann Sebastian Bach.
Quest'ultimo, benché Mizler fosse un suo ex allievo, non si mostrò mai interessato a far parte dell'associazione, e accettò di aderirvi solo nel 1747, come 14º membro, dopo numerose sollecitazioni. Il musicologo Roland de Candé, considerata la profonda passione di Bach per la numerologia, ipotizza che avesse tergiversato apposta al fine di essere il socio numero 14, in quanto 14 è la somma delle lettere che compongono il suo cognome (B 2 + A 1 + C 3 + H 8 = 14).
Piero Buscaroli avanza l'ipotesi che Bach, il quale considerava Mizler un allievo poco dotato, non fosse particolarmente interessato a doversi assumere obblighi statutari impegnativi (come restare in contatto epistolare con gli altri membri) e costosi (come farsi fare un ritratto da donare alla Società). Al momento dell'adesione, Bach consegnò un proprio ritratto realizzato nel 1746 da Elias Gottlob Haussmann e il triplo canone enigmatico a sei voci BWV 1076, ossia il lavoro scientifico-matematico richiesto dallo statuto. Lo stesso canone, inoltre, è anche visibile nel dipinto. In più, Bach presentò le cinque Variazioni canoniche BWV 769.
Quando Mizler si trasferì a Varsavia in qualità di medico, nel 1749, cercò di far attecchire l'associazione anche nella città polacca. I suoi sforzi, però, non diedero il risultato sperato e, dopo l'uscita dell'ultimo numero della rivista Musicalische Bibliothek nel 1754, il sodalizio cessò di esistere all'inizio del 1755. Nonostante ciò, nel giugno dello stesso anno Mizler cercò nuovamente di rimettere in piedi la Società, ma il suo tentativo fallì poco dopo. Il patrimonio culturale dell'associazione andò completamente perduto a eccezione dei lavori scientifico-matematici pubblicati sulla sua rivista (la quale, però, testimonia che l'attività dei suoi aderenti fosse tutt'altro che fervida).

## Membri
Di seguito l'elenco dei membri della Società, ordinati secondo l'anno della loro adesione:
1738
1 - Giacomo de Lucchesini (? - 1739), militare e compositore dilettante.
2 - Lorenz Christoph Mizler (1711-1778), medico, matematico ed erudito.
3 - Georg Heinrich Bümler (1669-1745), maestro di cappella presso la corte di Ansbach dal 1717.
1739
4 - Christoph Gottlieb Schröter (1699-1782), organista a Nordhausen dal 1732.
5 - Heinrich Bokemeyer (1679-1751), cantor a Wolfenbüttel dal 1717.
6 - Georg Philipp Telemann (1681-1767), direttore musicale e cantor ad Amburgo dal 1719.
7 - Gottfried Heinrich Stölzel (1690-1749), maestro di cappella presso la corte di Gotha dal 1719.
1742
8 - Georg Friedrich Lingke (1697-1777), teorico della musica e consigliere del re di Polonia.
1743
9 - Meinrad Spieß (1683-1761), direttore musicale e poi priore dell'abbazia di Irsee.
10 - Georg Venzky (1704-1757), rettore del liceo di Prenzlau.
1745
11 - Georg Friedrich Händel (1685-1759), maestro di cappella del re di Gran Bretagna.
12 - Udalric Weiß (1713-1763), professore dell'abbazia di Irsee.
1746
13 - Carl Heinrich Graun (1704-1759), maestro di cappella presso la corte di Berlino dal 1740.
1747
14 - Johann Sebastian Bach (1685-1750), cantor a Lipsia dal 1723.
15 - Georg Andreas Sorge (1703-1778), organista a Lobenstain dal 1721.
16 - Johann Paul Kunzen (1696-1757), organista a Lubecca dal 1732.
1748
17 - Christian Friedrich Fischer (1698-1752), cantor a Kiel dal 1740.
1751
18 - Johann Christian Winter (1718-dopo il 1764), cantor a Celle.
1752
19 - Johann Georg Kaltenbeck (? - ?), organista a Pasewalk.
1752-1756
La presenza dei seguenti altri membri è controversa e le fonti sono contraddittorie:
Leopold Mozart (1719-1787), violinista presso la corte di Salisburgo dal 1743 (declinò l'invito).
Johann Georg Pisendel (1687-1755), maestro di cappella presso la corte di Dresda dal 1728.
Christian Gottfried Krause (1719-1770), avvocato a Berlino.
Christoph Stoltzenberg (1690-1764), cantor a Ratisbona dal 1714.
Caspar Ruetz (1708-1755), cantor a Lubecca dal 1737.
Christian Michael Wolff (1709-1789), maestro di cappella a Stettino dal 1732.
Büttner, cancelliere (nessuna altra informazione su di lui).
Johann Gottlob Harrer (1703-1755), cantor a Lipsia dal 1750.
Johann Georg Hoffmann (1700-1780), cantor a Breslavia.